# Pierre Bartholomée
Pierre Bartholomée (* 5. August 1937 in Brüssel) ist ein belgischer Komponist, Dirigent und Pianist.

## Leben
Pierre Bartholomée beschloss bereits in jungen Jahren Musiker zu werden und besuchte ab 1952 das Königliche Konservatorium Brüssel, er belegte die Fächer Klavier, Tonsatz, und Kammermusik. Hier hatte er die ersten Berührungen mit der zeitgenössischen Musik. Sein Klavierlehrer ließ ihn Werke von Olivier Messiaen erarbeiten. In der Harmonielehre weihte der damalige Lehrer André Souris seine Schüler in die neuesten Kompositionstechniken ein. Schon während seiner Studienzeit gründete Bartholomée ein Kammerorchester, mit dem er zahlreiche Konzerte in Belgien sowie im Ausland gab. 1958 verließ er das Konservatorium mit dem Abschluss für Klavier und begab sich nach Positano in Italien, um sich bei Wilhelm Kempff weiterzubilden. Der ausgeprägte Karrieregeist vieler Mitschüler ließ ihn schnell dieses Vorhaben aufgeben.
1960 nahm er eine Stellung beim belgischen Rundfunk RTBF an. Seinem Drang zu komponieren konnte er hier nachgehen. In diesen Jahren lernte er die späteren belgischen Alte-Musik-Pioniere, die Gebrüder Wieland, Sigiswald und Barthold Kuijken und Robert Kohnen kennen, aber auch den Avantgardekomponisten Henri Pousseur. Pousseur ermutigte ihn, wieder aktiver Musiker zu werden, so gründete er 1961 mit den Kuijkens, Kohnen, seiner Frau (einer Harfenistin) und einigen anderen Musikern das Ensemble Musiques Nouvelles, um sein Septett Répons aufführen zu können. Bartholomée hatte viele Auftritte im Ausland, so bei Avantgarde Musikfestspielen in Avignon, Darmstadt, Berlin, Warschau, Venedig und anderen. Während er zuerst nur als Pianist in Erscheinung trat, übernahm er ab 1964 zunehmend den Dirigentenstab. 
1970 gründete er mit Henri Pousseur das Centre de Recherche Musicales de Wallonie hier konnte er sich mit dem Ensemble Musiques Nouvelles voll einbringen. Von 1971 bis 1977 war er Professor für Musikanalytik am Königlichen Konservatorium Brüssel. Im für ihn entscheidenden Jahr 1977 übernahm er die Leitung des Philharmonischen Orchesters Lüttich und gab seine Stellung beim Rundfunk auf. Jetzt widmete er sich voll der Romantischen Musik, so leitete er 1983 die Uraufführung der von Brian Newbould als sogenannte „10. Sinfonie“ Schuberts eingerichteten sinfonischen Fragmente D 936A/708A in Tongeren. Außerdem führte er vergessene Werke von Adolphe Biarent und Charles Tournemire auf. Belgische Erstaufführungen vieler Werke Messiaens und die Ersteinspielung von Chôros XII von Heitor Villa-Lobos fanden in dieser Zeit statt.
Als Gastdirigent leitete er das Orchestre de la Suisse Romande, die Philharmonischen Orchester Oslo und Helsinki, das Mozarteumorchester Salzburg, das Tonkünstler-Orchester Niederösterreich, das Colorado Festival Orchestra und andere.
Nach einer erfolgreichen Zeit an der Spitze des Lütticher Philharmonischen Orchesters, welches er zu einem Spitzenorchester machte, verließ er dieses 1999 wegen unüberbrückbarer Differenzen mit dem Verwaltungsrat.
Seither widmet er sich wieder verstärkt der Komposition und wurde zum Hauskomponisten (Compositeur en résidence) der Université catholique de Louvain. Für seine Verdienste wurde er durch König Albert II. in den Ritterstand erhoben. 2001 wurde er korrespondierendes und 2004 ordentliches Mitglied der Königlichen Akademie der Wissenschaften und Schönen Künste von Belgien.

## Werke (Auswahl)

### Orchesterwerke
- Harmonique (1970)
- Polithophonie (1987)
- Rumeur (1998)
- Humoresque (1994)

### Kammermusik
- Chanson für Violoncello (1964)
- Mémoires für Klavier (1972)
- Mezza voce für Violine, Klarinette, Klavier und Schlagzeug (1980)
- Fin de Série 15 Duos für Violinen (1995)

### Vokalmusik
- Ludas Sapiente Oratorium (Libretto Nicolas Blanmont) (2001)

### Elektronische Musik
- Thyl Eulenspiegel Ballet für Synthesizer Ensemble (1983)

### Oper
- Oedipe sur la route (2002) nach einem Libretto von Henry Bauchau, Uraufführung im Monnaie-Theater 2003
- La Lumière Antigone (2005) Oper in 3 Akten, nach einem Libretto von Henry Bauchau, Uraufführung im Monnaie-Theater am 18. April 2008